# Torit
Koordinaten: 4° 25′ N, 32° 34′ O
Torit, auch Torrit, ist die Hauptstadt des Bundesstaates Eastern Equatoria im Südsudan. Torit hat einen Markt, ist Hauptort des gleichnamigen Distrikts und ist als oberster Gerichtsort des Bundesstaates vorgesehen.

## Lage
Die Stadt liegt rund 120 Kilometer östlich von Juba, der Hauptstadt des Südsudan, an der wichtigen Verbindungsstraße über das 130 Kilometer entfernte Kapoita zum kenianischen Grenzort Lokichoggio. Wenige Kilometer südlich enden die Ausläufer der Imatong-Berge. Ost-Äquatoria ist in Verwaltungsbezirke eingeteilt: der Distrikt Torit (Torit County) ist umgeben von Ikotos County mit dem gleichnamigen Hauptort im Süden, Budi County mit dem Hauptort Chukudum im Osten, Magwi County mit dem Hauptort Magwi und dem Grenzort Nimule im Westen sowie dem nördlich gelegenen Lafon County.

## Bevölkerung
Torit hat 17.957 Einwohner (Berechnung 2009), der Payam (Gemeinde) Torit zählt 33.657 Einwohner (Volkszählung 2008). Die Bevölkerung ist gemischt und besteht aus nilotischen Volksgruppen der Gegend wie Lotuko, Madi, Didinga und Acholi. Dazu kommen in den 1990er Jahren vor den Nuer geflohene Dinka aus der Region um Bor, Lango aus Uganda, kenianische Händler und Entwicklungshelfer aus westlichen Ländern.
Bevölkerungsentwicklung:
| Jahr              | Einwohner |
| ----------------- | --------- |
| 1973 (Zensus)     | 14.645    |
| 1983 (Zensus)     | 15.213    |
| 2009 (Berechnung) | 17.957    |

## Geschichte
Kurz vor der Unabhängigkeit des Landes aus der britischen Kolonialherrschaft 1956 gab es im August 1955 in Torit einen Aufstand gegen die britischen Pläne zur künftigen Verwaltung (Torit Mutiny). Die von Südsudanesen gebildete Militäreinheit des Equatoria Corps widersetzte sich den Anordnungen der Regierung von Khartum und griff die Nordsudanesen in der Stadt an. Bei den Gefechten kam es zu rund 260 getöteten Nordsudanesen und 75 getöteten Angreifern. Dieses war der Ausgangspunkt für den ersten südsudanesischen Bürgerkrieg und führte zur Bildung der Rebellengruppe Anya-Nya. Damit begann auch die Flüchtlingsbewegung der Bevölkerung in die umliegenden Länder und die Aufrüstung der Befreiungsbewegung durch Unterstützerländer wie USA und Israel. Aus diesem Anlass wurde 2007 der 18. August von der südsudanesischen Regierung zum Nationalfeiertag erklärt.
Torit wurde im zweiten Bürgerkrieg, der 2005 zu Ende ging, zunächst von der SPLA kontrolliert. Interner Streit der Führungskader resultierte 1991 in die Aufspaltung in eine SPLA-Nasir-Fraktion (nach dem Ort, an dem die abtrünnigen Offiziere ihre Abspaltung erklärten) und die verbliebene SPLA-Torit-Fraktion unter ihrem Führer John Garang. Im Januar 1992 begann die bis dahin größte Regierungsoffensive gegen den Süden, bei der es durch (zumindest) passives Verhalten der SPLA-Nasir-Fraktion schnell gelang, weite Gebiete östlich des Nils einzunehmen. Der Erfolg lag auch daran, dass die äthiopische Regierung im März den Durchmarsch sudanesischer Truppen über eigenes Staatsgebiet erlaubte. Der Angriff auf Torit blieb jedoch erfolglos, da die Stadt im Juli 1992 von der SPLA zurückerobert wurde. Erst zum Jahreswechsel 1993 wurde Torit von Regierungstruppen eingenommen, um erst 2002 nach längeren Kämpfen und Zerstörung der meisten Gebäude erneut in die Hände der SPLA zu gelangen. Zur selben Zeit fanden südlich in den Bergen auch Kämpfe zwischen der ugandischen Regierungsarmee (UPDF) und der Lord’s Resistance Army (LRA) statt.
In der Region kommt es immer wieder zu Viehdiebstählen, die zwischen den einzelnen Volksgruppen in Fehden, die gewalttätige Racheaktionen verlangen, ausarten. Im Januar 2008 wurden zwischen Torit und Juba 200 Rinder gestohlen. Der Preis für Waffen ist in Torit seit Ende des Bürgerkriegs zurückgegangen.

## Stadtbild
Das Zentrum der Stadt ist durch Erdstraßen in quadratische Bereiche aufgeteilt, unregelmäßige Ortsteile liegen außerhalb. Entlang des östlichen Stadtrands verläuft eine Flugpiste. Der größte Teil der Bevölkerung lebt in Rundhäusern aus Lehm (Tukul), Ziegelhäuser mit Wellblechdach dienen der Verwaltung, einem Geldinstitut, der katholischen Mission (Bistum Torit) und den diversen Hilfsorganisationen.